# Vilacolum
Vilacolum es una localidad española del municipio de Torroella de Fluviá, perteneciente a la provincia de Gerona, en la comunidad autónoma de Cataluña. Está ubicada en la comarca del Alto Ampurdán.

## Geografía
El relieve es muy escaso: constituido por el plano fluvial del río Fluviá y las pequeñas colinas. En cuanto a la flora, actualmente los suelos forman parte de cultivos (principalmente de trigo, maíz y girasol) y el suelo no cultivado presenta una flora de baja altura en algunos casos autóctona. 
Antiguamente la flora estaba constituida por densos bosques de encinas (Quercus ilex) que han ido retrocediendo a lo largo de los años empujados por la expansión de los cultivos y las zonas urbanizadas. Muchos de los canales de agua (en catalán: "recs") se han secado y a causa de esto su curso ya no desemboca en los ampurdaneses aigüamolls. Una característica destacable de la zona es el fuerte viento que sopla en invierno proveniente del norte: La Tramuntana.

## Historia
Su historia conocida es escasa, al igual que el resto de pueblos de la zona, en parte debido a la gran inundación del año 1421. Se puede decir que prácticamente la única fuente de información que tenemos es la iglesia de Sant Esteve.
Hacia mediados del siglo XIX, el lugar, ya por entonces perteneciente a Torroella de Fluviá, tenía contabilizada una población de 89 habitantes. Aparece descrito en el decimosexto volumen del Diccionario geográfico-estadístico-histórico de España y sus posesiones de Ultramar de Pascual Madoz de la siguiente manera:

VILACOLUM: l. en la prov. y dióc. de Gerona, part. jud. de Figueras, aud. terr., c. g. de Barcelona, ayunt. de Torroella de Fluviá: sit. á la izq. de la carretera de Gerona á Rosas, en terreno llano, con buena ventilacion y clima saludable, aunque propenso á fiebres intermitentes, por las aguas estancadas que le rodean. Tiene 40 casas, y una igl. parr. (San Esteban) servida por un cura de ingreso, de provision real y ordinaria. El térm. confina con Fortiá, San Pere Pescador, Torroella de Fluviá y Vilamacolum. El terreno es llano, de buena calidad, le fertilizan las aguas de los estanques que hay en el térm., y le cruzan varios caminos locales y la carretera mencionada. prod.: cereales, legumbres, vino y aceite; cria algun ganado y caza. pobl.: 15 vec., 89 alm. cap. prod.: 1.789,600 rs. imp.: 44,740.
(Madoz, 1850, p. 63)

En fechas recientes se construyó una urbanización anexa al antiguo pueblo. Este hecho ha provocado un gran aumento de la población desde el año 2001, a pesar de que muchas de las casas construidas son de uso turístico. Junto al proyecto de la urbanización se construyó un pequeño centro de diversión turística llamado "Family Fun Park" y un mini centro comercial. 

## Patrimonio
En la localidad hay una iglesia bajo la advocación de San Esteban. El edificio actual es el producto de numerosas reformas hechas desde hace más de un milenio. De la iglesia primitiva se conservan algunos restos como una espiga de piedras en el frente y algunos arcos. La iglesia original era de estilo románico. Hay vestigios también de una primera reforma en el siglo XIII acompañada de un sepulcro ubicado en el muro contiguo al cementerio. El resto de la iglesia es producto de las reformas de los siglos XV, XVI y XVIII. El interior es producto de esta última reforma, de estilo neoclásico.
De las murallas de Vilacolum se conserva un pequeño sector de la cara sur, actualmente convertido en viviendas.